# Gussago (Lombardei)
Gussago (im Dialekt Güsàch) ist eine Gemeinde mit 16.601 Einwohnern (Stand 31. Dezember 2023) in der italienischen Provinz Brescia (BS), Region Lombardei.
Die Nachbargemeinden sind Brescia, Cellatica, Concesio, Castegnato, Brione, Ome und Rodengo Saiano.

## Geographie
Der Ort liegt auf einer Höhe von 190 m s.l.m.
Von 1907 bis 1953 war Gussago durch eine Straßenbahn mit Brescia verbunden, die über Cellatica führte.

## Söhne und Töchter der Stadt
- Camillo Togni (1922–1993), Komponist, Pianist und Musikpädagoge
- Guido Bontempi (* 1960), ehemaliger Radrennfahrer

## Mit der Stadt verbundene Personen
- Angelo Inganni (1807–1880), ein italienischer Genre-, Architektur- und Porträtmaler, lebte an seinem Lebensabend in Gussago